# Fårbo
Fårbo is een plaats in de gemeente Oskarshamn in het landschap Småland en de provincie Kalmar län in Zweden. De plaats heeft 520 inwoners (2005) en een oppervlakte van 81 hectare.